# Munició

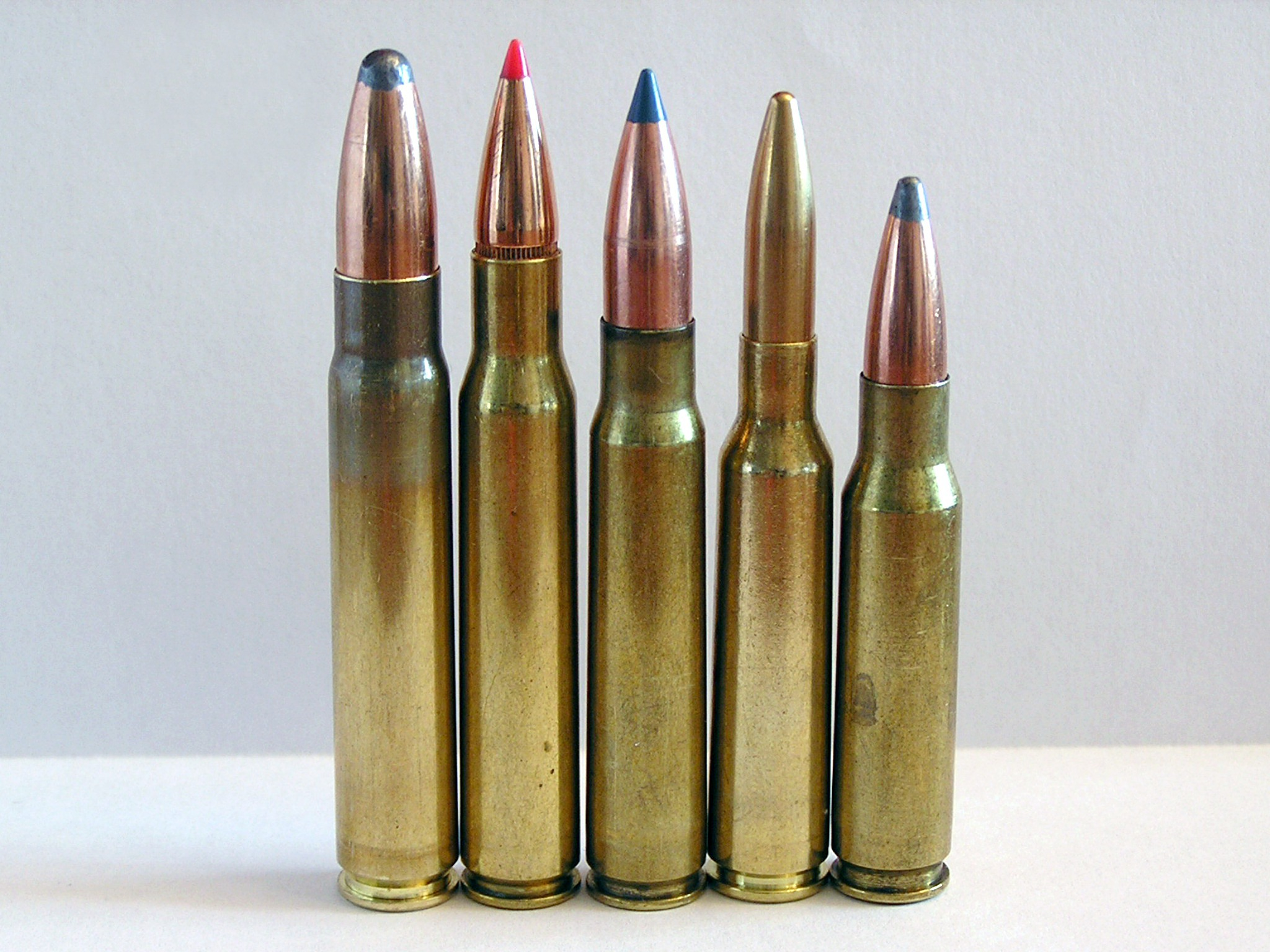
Munició per a fusells, d'esquerra a dreta els cartutxos: 9,3 × 62 mm, .30-06 Springfield, 7,92 × 57 mm IS, 6,5 × 55 mm i .308 Winchester.

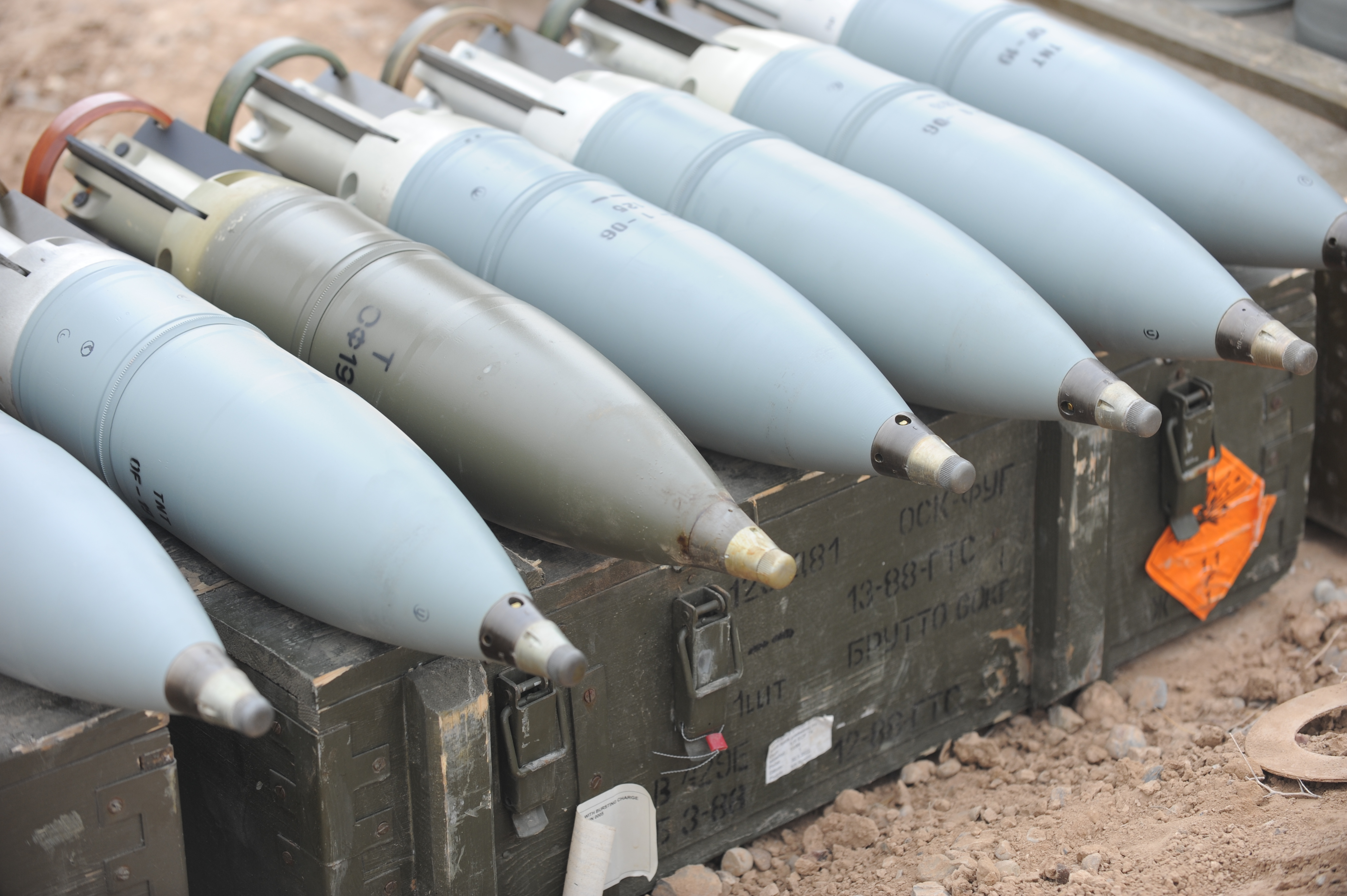
Obusos d'un canó de carro de combat T-72.

La munició és el conjunt de subministraments que es necessita per utilitzar armes de foc. Aquesta és denominació pot fer referència a cartutxos per armes lleugeres (com fusells, pistoles o escopetes) fins a grans obusos d'artilleria amb un diàmetre de 155 mm o superior.

## Etimologia
El terme munició prové del francès munition i deriva del llatí munire que significa proveir.

## Desenvolupament de la munició

### Desenvolupament de la munició d'armes lleugeres

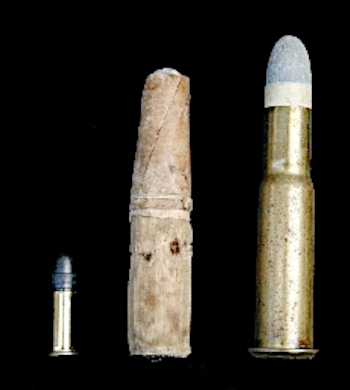
Al centre un cartutx de paper de calibre 11 mm per al fusell Chassepot, el primer fusell de cartutx en servei. A la dreta el seu successor, el cartutx metàl·lic 11 x 59,5 mm R.

La pólvora és la matèria comuna per impulsar els projectils. En l'època dels mosquets i arcabussos se'ls introduïa la pólvora i la bala per la part davantera dels canons. La pólvora s'havia de comprimir amb una baqueta que també s'usava per col·locar el renec de paper, i per provocar el tret s'encenia una metxa que tenia l'arma. En aquestes antigues armes la cadència de foc era molt baixa degut al temps destinar a carregar tots els elements i deixar l'arma llesta per disparar.
Al segle xvii s'inventa el fusell el qual no utilitza metxa sinó la clau de pedrenyal per fer instantani el tret. Cap al 1830 aquesta clau va ser substituïda al seu torn per la clau de percussió. En aquella mateixa època, es van fer altres avenços als fusells per aconseguir major abast efectiu tot estabilitat el projectil mitjançant la rotació provocada pel ratllat de l'ànima del canó.
En la dècada de 1840 s'inventa el fusell de cartutx, que va escurçar el temps per carregar la munició i va permetre usar així mateix el fusell en diferents posicions. Els cartutxos eren originalment embolcallats amb cartró o tela encerada, que contenien una petita quantitat de pólvora (anomenada càrrega) i també la bala dins; alguns se n'esquinçaven en inserir-se el cartutx al fusell. Posteriorment es van inventar cartutxos que ja incloïen la càrrega fulminant, fent més breu el temps per carregar la munició.
Posteriorment, els cartutxos estaven constituïts com en l'actualitat per un cilindre metàl·lic (anomenat beina) que contenia la bala al seu extrem, estava farcit de la càrrega propel·lent i tenia una càpsula fulminant a la base de la beina, la qual era la que iniciava el tret en ser perforada per la clau de percussió.
Els revestiments i aliatges de bales van començar a la dècada de 1830 per evitar la deformació de la bala, la qual provocava inestabilitat en la seva trajectòria. El primer aliatge utilitzats va ser el de bismut amb plom i el primer revestiment va ser el coure.

## Munició per a armes lleugeres

### Nomenclatura de la munició d'armes de foc lleugeres
Les mesures d'aquest tipus de munició es poden expressar en mil·límetres seguint el Sistema Internacional o bé en polzades seguint en sistema anglosaxó d'unitats. La mesura principal és el calibre o diàmetre de la bala. Tot i això cartutxos amb mesures diverses poden disparar la mateixa bala, cal doncs especificar en la nomenclatura el disseny de cartutx.
La forma de denominar els cartutxos varia en funció dels països i tipologia d'armes de foc. Per a la munició de pistoles i fusells poden distingir tres sistemes diferents: l'internacional, el britànic i el dels Estats Units. En el sistema internacional o europeu s'indica l'ample del projectil seguit de la longitud cartutx en mil·límetres: 9 × 19 mm, per exemple.
Els calibres per a escopeta empren un sistema totalment diferent. Quan es diu que una escopeta és del calibre 12, per exemple, es vol expressar que amb un lingot de plom d'una lliura anglesa (453 g) de pes es poden fondre 12 bales d'aquest calibre, de manera que si en lloc de 12 se n'obtenen 14, 16 o 20, la mida de la bala disminuirà, i lògicament la boca del canó de l'esmentada arma també ho farà.
Tipologies de nomenclatura detallades:

#### Sistema Mètric

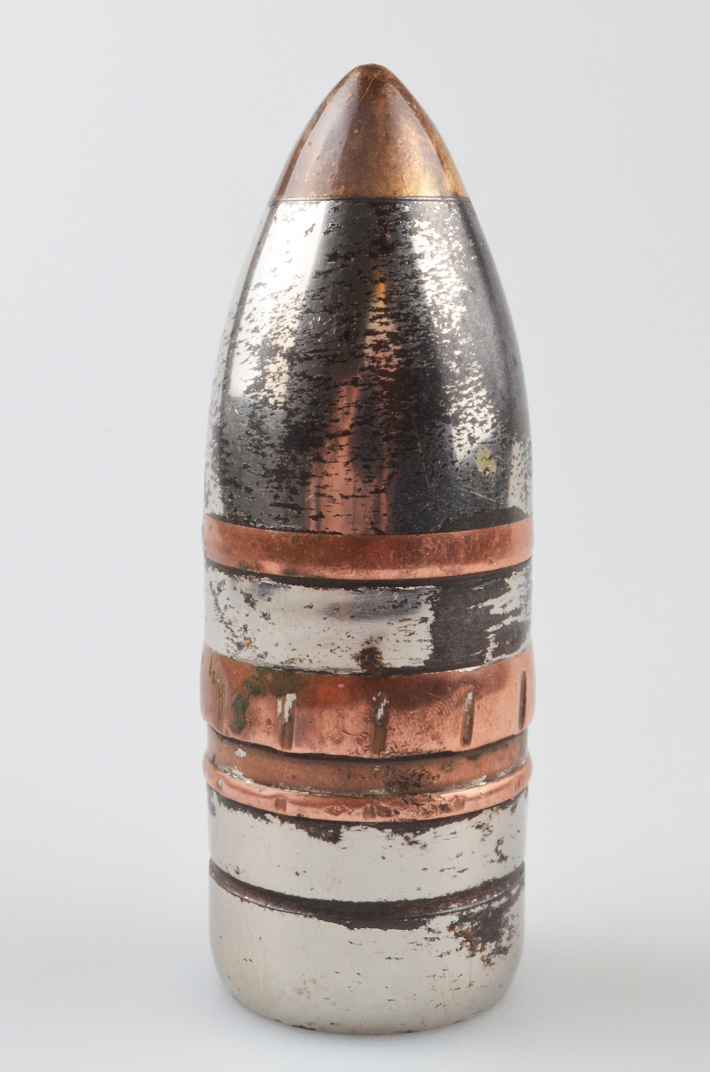
Munició feta servir durant la Primera Guerra Mundial.

Consisteix a definir el cartutx amb dos nombres separats per una "x" i expressat en mil·límetres. El primer indica el calibre de la bala i el segon la longitud de la beina. Per exemple el cartutx espanyol 7 x 57 mm, significa que el cartutx té un calibre de 7 mil·límetres i la beina mesura 57 mil·límetres de longitud. Després es poden afegir les següents lletres:
- R: Significa que la beina té pestanya o vorell per ser usada en armes de canons basculants. La seva absència indica que el cartutx té una beina de ranura, generalment utilitzada en rifles de repetició manual per forrellat.
- P: Es denomina així a les bales que acaben en punta.
- PP: Les que acaben en punta i tenen un pes superior al normal.

#### Sistema en polzades anglès
Els anglosaxons (britànics, nord-americans i canadencs) utilitzen la polzada (25,4 mm) com a unitat de mesura. Aquesta es divideix en desenes o centenes per mesurar un calibre. A diferència del sistema mètric decimal, en on les fraccions d'unitat s'escriuen amb un zero seguit d'una coma o punt i la quantitat significativa (7,62), els anglosaxons ho fan mitjançant un punt seguit de la fracció de polzada corresponent (.30, per exemple).
Els britànics expressen els seus cartutxos pel seu calibre, real o nominal, en milenes de polzada, seguit del nom de l'inventor o fabricant, que sota patent era el seu propietari. Exemple: .505 Gibbs.
En molts casos se li afegeix també els acabaments BP (Black Powder, pólvora negra), NE (Nitre Expres, pólvora sense fum com la nitrocel·lulosa), MAGNUM (que indica que el projectil sobrepassa els 762 metres per segon de velocitat), Flanged (cartutxos amb pestanya o vorell) o Belted (beina reforçada en la part posterior).

#### Sistema en polzades nord-americà
La xifra que caracteritza al calibre indica, en centenes de polzada, el diàmetre interior del canó abans de l'estriat. El sistema és similar a l'anglès amb la diferència que la unitat emprada és la centena de polzada i no la milena. Això significa que un cartutx de calibre .380 anglès correspon a un .38 nord-americà.
Trobem denominacions de calibres formats per dues xifres, o en alguns casos tres, com a exemple el cartutx .38-.40 conegut també com a .38 Winchester CF. Les dues primeres xifres (.38) indiquen el calibre del mateix mentre que les següents (.40) indiquen els "grans" de pólvora negra amb què es va carregar originalment. Hem de recordar que un grain o gra equival a 0,064 grams (64 mil·ligrams).
També ens podem trobar amb cartutxos en els quals apareix el nom del dissenyador (.30 newton, .30 Gibbs, .257 Roberts, .44 Colt, .38 ACP, etc.) o bé denominacions o nomenclatures en les quals s'indica la velocitat inicial del projectil (.250-3000 Savage, .22-4000 Sedgley, etc.) en peus per segon o l'any en què va tenir el seu origen el cartutx, com és el cas del .30-06 Springfield (30 del calibre i 06 de 1906 que és l'any que es va inventar).
Una excepció a aquesta nomenclatura és el 7 mm Remington Magnum, àmpliament utilitzat en la caça major, un cartutx nord-americà basat en la beina del .338 Winchester Magnum amb una reducció al coll de la mateixa per a així poder allotjar un projectil de 7 mm.

### Tipologies de munició d'armes lleugeres

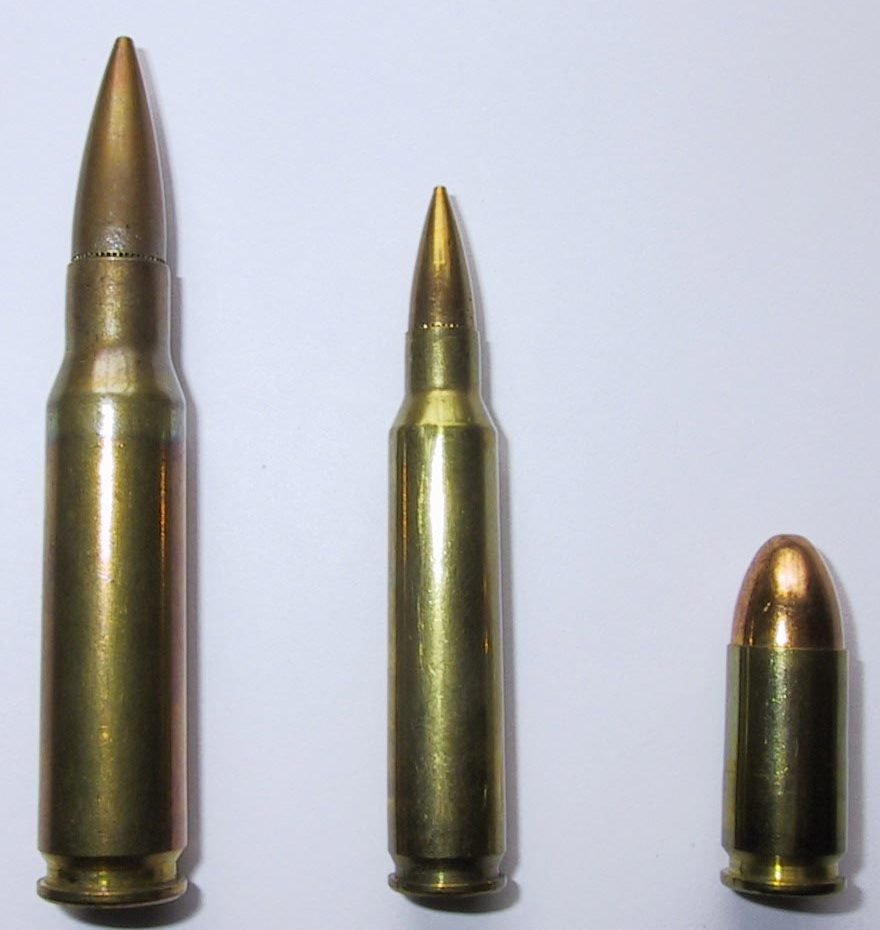
Cartutxos miliars moderns comparats. Els supersònics 7,62 × 51 mm OTAN, 5,56 × 45 mm OTAN i el subsònic 9 x 19 mm Parabellum.

#### Bales subsòniques i supersòniques
El primer és dividir els tipus de munició per a armes lleugeres en subsònica i supersònica. Les bales de pistola i revòlver normalment tenen una velocitat inferior a la del so (340 metres/segon) o lleugerament superior. Les bales de fusell, metralladora, etc. superen àmpliament aquesta velocitat, amb velocitats entre 600 i 1000 m/s. El comportament del projectil varia molt en funció de la velocitat. Així les bales supersòniques són capaces de travessar el cos d'una persona netament, però tot i així solen causar danys més severs que les bales subsòniques que solen quedar-hi incrustades. Això és degut a l'expansió de la ferida a causa de la conificació que comporta la velocitat supersònica, creant danys severs als òrgans que envolten la ferida fins i tot sense haver-hi impactat directament. D'aquesta forma és possible causar major dany amb calibres petits, com el 5,56 × 45mm OTAN utilitzat en molts fusells d'assalt moderns, que amb calibres "grans" de pistola com el .44 Magnum aparentment més poderosos. La velocitat subsònica sol ser inútil contra armilles antibales, la supersònica pot fins i tot travessar diverses capes de les armilles a un centenar de metres. Normalment la munició subsònica tindrà un cos cilíndric curt acabat en una punta esfèrica, mentre que la supersònica tindrà un cos allargat i una punta cònica estirada.

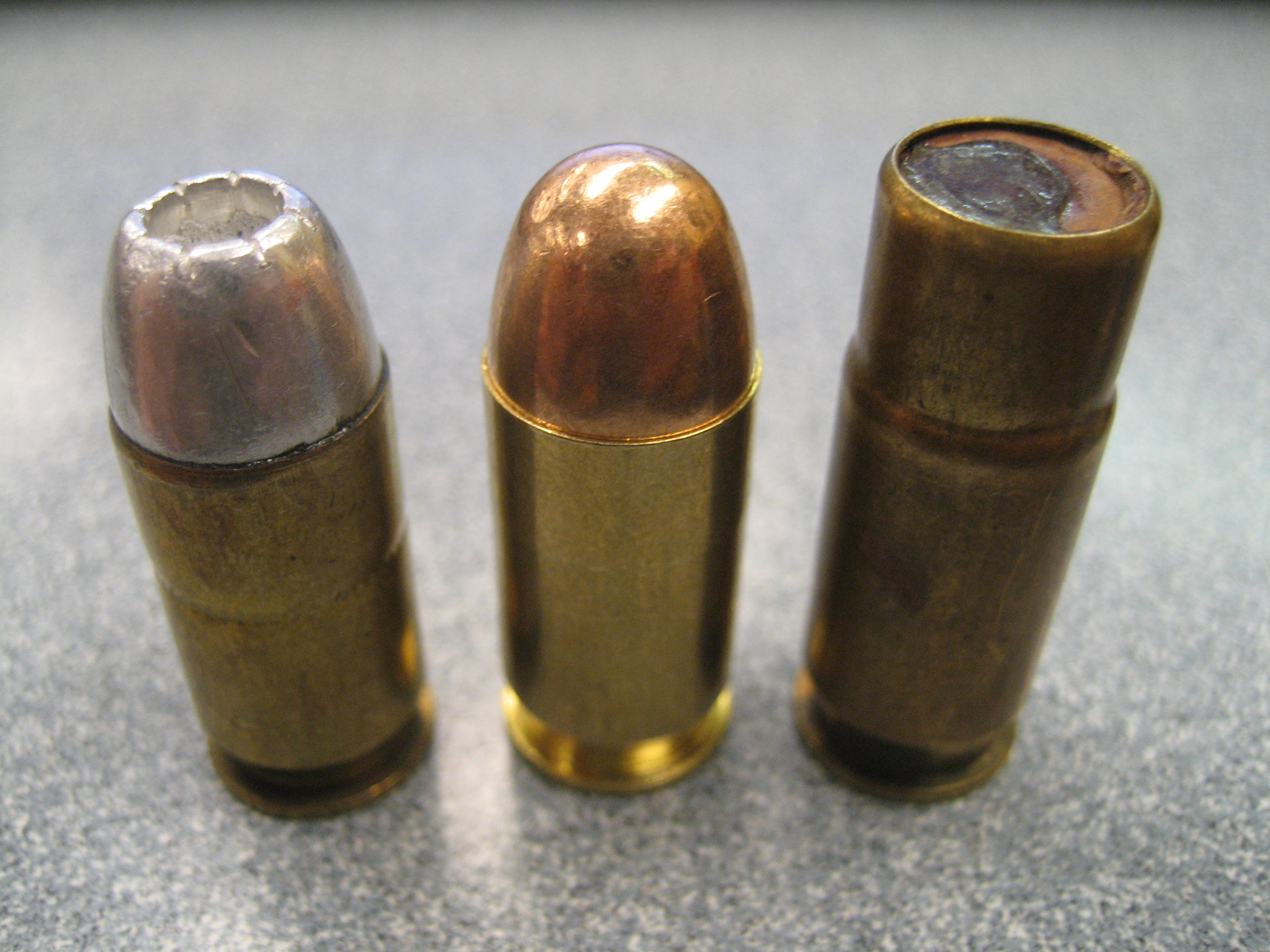
Diferents tipus de cartutx del calibre .45 ACP. El de l'esquerra és de punta buida (JHP) i el central FMJ.

#### Tipus i materials de les bales
El següent a tenir en compte és l'estructura física de la bala. Teòricament, només són aptes pel combat militar bales amb embolcall metàl·lic complet, normalment amb coberta de llautó i farcides de plom o algun aliatge d'aquest. Aquest tipus de munició, molt estesa, es coneix genèricament per FMJ (full metall jacket) i tendeix a travessar totalment el cos. A la pràctica tant en la guerra com per part de cossos policials i particulars s'empren també municions modificades. A molts països, part d'aquestes municions són només legals per a arma curta o caça amb certs rifles de gran calibre i baixa velocitat, ja que a velocitat subsònica no poden provocar les destrosses que ocasionarien a supersònica i permeten augmentar el que s'anomena el poder de parada d'una arma, això és, la seva capacitat de detenir a un individu o a una espècie perillosa en cas de cacera.
Les modificacions més habituals són eliminar la coberta dura en l'extrem de la bala o truncar el con o semiesfera de la punta, de manera que queda en descobert el nucli tou de la mateixa (JSP - munició de punta tova), o fins i tot fer un buit a la punta amb un punxó (el que es denomina bala de punta buida - JHP), modificacions molt típiques a certes municions de revòlver o pistola. En entrar al cos, la bala s'aixafa, expandint la punta que queda com una espècie de xampinyó i frenant la penetració ràpidament, per la qual cosa causa ferides no molt profundes però amples i tirant literalment cap enrere l'objectiu impactat per la quantitat d'energia cinètica que dispersa en molt poc temps. Això mateix amb munició supersònica provocaria que la bala es partís o doblés i els seus fragments es dispersessin a l'interior del cos, provocant greus lesions internes. També es pot aplanar la punta i mantenir l'embolcall integral per aconseguir un efecte de dispersió d'energia en poc temps.
Un altre tipus de bala és la perforant, designada internacionalment per AP (armor piercing). És una bala externament similar a la FMJ, però en l'interior del plom porta un nucli d'acer endurit, tungstè, urani empobrit, que en frenar-se bruscament la bala, i per efecte de l'energia cinètica, trenca l'embolcall i pot arribar a perforar el blindatge que va detenir la bala.
Existeixen bales amb la part posterior farcida d'un material colorant que va deixant un traç en disparar-les, bales denominades traçadores, que s'usen normalment per comprovar si l'apuntat d'una arma és correcte. Les bales explosives o incendiàries només s'empren excepcionalment en armes de franctirador de gran calibre per destruir dipòsits de materials o combustible, ja que la seva manipulació és perillosa.

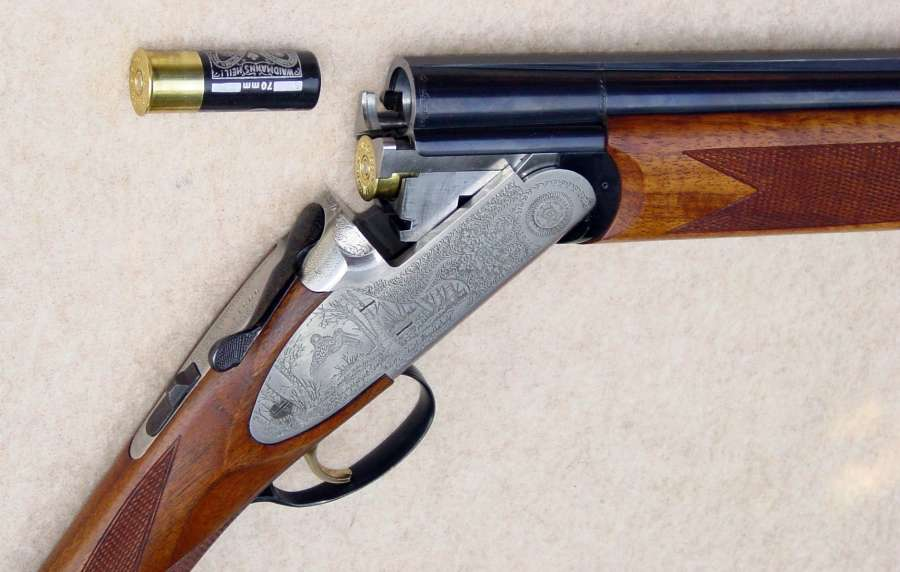
Escopeta i cartutxos del calibre 12

#### Cartutxos d'escopeta
La munició d'escopeta s'encapsula dins d'un cartutx i sol consistir en un conjunt d'esferes petites de plom o un altre metall anomenades perdigons. Aquests poden ser de mida petita per a caça menor, ja que al dispara es dispersen formant un núvol que facilita encertar en preses petites. O poden ser de major calibre per a caça major. També existeixen cartutxos d'escopeta que contenen un sol projectil tipus bala al seu interior. Existeix munició especial per a escopeta que permet utilitzar escopetes semiautomàtiques o de repetició com a arma d'assalt policial o militar per la potència que proporciona en un sol tret, que es considera equivalent a una ràfega de subfusell.

### Mecanisme del tret
El cartutx s'introdueix a la recambra de l'arma de foc i en prémer el gallet o disparador, es provoca que s'alliberi un mecanisme intern, el qual allibera el martell que impactarà amb la part posterior de l'agulla percussora, element que en colpejar la càpsula fulminant causarà la deflagració (explosió amb flama a baixa velocitat de propagació) de la pólvora. Aquesta explosió causa l'impuls de la bala o projectils fora de la beina, forçant-los a recórrer el canó i sortir projectats a l'exterior.

## Munició per artilleria

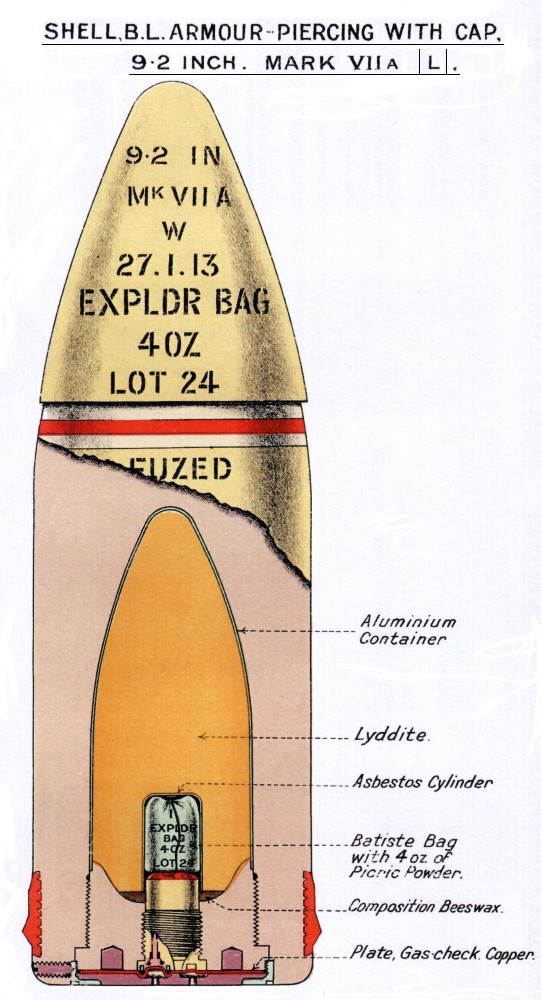
Il·lustració d'un obús de demolició antiblindatge britànic de la Primera Guerra Mundial.

La munició per a artilleria pot ser en forma de cartutx que conté projectil (anomenat obús), càrrega propel·lent i mecanisme d'ignició. O, fet més habitual en grans calibres en càrregues separades, amb obús i una o diverses càrregues propel·lents. Els projectils artillers solen ser d'un calibre lleugerament inferior al del canó i portar una o diverses bandes del calibre correcte, de manera que només aquestes bandes estan en contacte amb el canó de l'arma. En canons i obusos de campanya podem trobar de forma general munició fragmentària antipersones i munició d'alt explosiu (internacionalment designada per HE High Explosive).
Els obusos són en general de forma cilíndrica allargada i punta cònica. La munició antipersones i HE porta l'espoleta a la punta, per detonar immediatament en tocar l'objectiu. Els projectils antipersones tenen un embolcall d'acer gruixut que sol estar tallat interiorment. També hi ha dissenys amb un embolcall prim recobert d'esferes metàl·liques per la seva cara interna, de manera que en detonar l'explosiu que porta en l'interior es genera una gran quantitat de metralla. S'empra per atacar concentracions d'infanteria.
La munició d'alt explosiu (HE) té un embolcall metàl·lic fi i una gran quantitat d'explosiu. Així en detonar genera una potent ona expansiva capaç de danyar personal, vehicles o instal·lacions en l'àrea d'influència.
Si s'ataquen búnquers o posicions fortificades amb formigó armat, es pot utilitzar munició de demolició, que té un embolcall gruixut d'acer endurit, un nucli d'alt explosiu i l'espoleta a la base del projectil. Així l'obús amb un gran pes acumula molta energia cinètica i permet perforar el formigó. Posteriorment, de forma ideal un cop a dins de la fortificació, es produeix la detonació de l'espoleta i l'obús explota a l'interior.

### Munició antitancs
Els tancs són bastant resistents als tipus convencionals de munició artillera, i s'han desenvolupat una sèrie de projectils especials per als seus propis canons o per a l'artilleria convencional a fi de destruir-los.
La munició perforant més primitiva apareix en les armades, ja que els vaixells de guerra van ser els primers a cuirassar-se. A un calibre més reduït s'adapta en el període d'entreguerres per a la lluita antitancs. Són projectils cilindrocònics d'acer amb tractaments especials que li donen una duresa addicional i que són completament massissos o ho són en les seves 2/3 parts. L'eficàcia es multiplica si es posa una espoleta en la base del projectil, amb una càrrega d'alt explosiu, de manera que quan el cos massís travessa el blindatge, la base explota per l'energia cinètica acumulada, destruint l'interior del blindat.
L'increment de la grossor dels blindatges i l'ús de blindatges en angle anul·len en gran part les capacitats d'aquesta munició. Poc abans de la Segona Guerra Mundial es comencen a desenvolupar solucions per al problema. Una primera solució és muntar sobre la punta perforant una punta pràcticament de poca resistència amb un material incapaç de perforar el blindatge, com a plàstic, alumini i fins i tot fusta. En tocar una planxa en angle, la punta falsa es desintegrava, però feia que el projectil encarés amb la punta bona el blindatge.
Millorant aquestes idees es van descobrir les possibilitats de la munició subcalibre o APDS (Armor Piercing Discarding Sabot). Aquest tipus de munició, que es continua emprant avui en dia, es fabrica inserint un nucli estret i llarg d'un material molt dur, en el seu dia acers especials i actualment carbur de tungstè o urani empobrit, en un projectil de punta tova, amb un terç aproximat del calibre del canó per al nucli del projectil. Cal l'ús d'un canó capaç de donar una gran velocitat al projectil, 1000 m/segon o més. En impactar amb el blindatge, es desintegra la punta tova i la punta llarga i estreta impacta a la cuirassa, empesa per la resta de l'embolcall, que per efecte de l'energia cinètica literalment s'estampa contra el blindatge. El procés genera una calor intensíssima que fon el blindatge en aquest punt i fa penetrar el nucli a altíssima temperatura en l'interior, projectant per tot l'habitacle fragments del blindatge i del mateix nucli desintegrat.
Encara que es continua usant la munició APDS de forma semblant a l'original, té ja un descendent que la supera, la munició APFSDS (Armor Piercing Fin Stabilized Discarding Sabot) ideada en els anys 80 del segle xx. Consisteix en un cilindre llarg i estret de tungstè o urani empobrit, amb una sèrie d'aletes estabilitzadores i acabat en punta, que va en l'interior d'un cos d'alumini amb la forma de projectil convencional. És disparat pel canó dels carros a una velocitat entre 1.000 i 1.400 m/segon, i en una distància determinada, l'embolcall es desprèn quedant el nucli estabilitzat per les aletes. En tocar el blindatge, es concentra en una superfície de pocs centímetres quadrats l'energia equivalent a l'impacte d'un camió de diverses tones a gran velocitat. El blindatge s'aixafa a la zona i es fon, generant en l'interior una pluja de material incandescent que aniquila la tripulació.
Finalment queden els projectils HEAT (High Explosive anti Tank) que s'utilitzen també en míssils contracarro, ja que la velocitat i energia d'impacte és intranscendent per a la seva efectivitat. Van començar a emprar-se en la Segona Guerra Mundial. Exteriorment poden semblar iguals a un projectil artiller convencional; en aquest cas la seva punta serà d'un material plàstic que es desintegri amb facilitat. En l'interior disposen d'un fi con metàl·lic, la base del qual és en la base de la punta del projectil i la punta del con en la base del projectil, igual com l'espoleta. L'espai entre el con i les parets del projectil està farcit d'alt explosiu. En destruir-se la punta, la base del con queda contra el blindatge i la càrrega es fa que se la detona, generant pel con un raig de gasos a temperatures de milers de graus, que desintegren el blindatge en el punt i penetren al carro, generant una elevadíssima pressió en el seu interior, que mata o provoca gravíssims traumes a la tripulació.
La munició sub-calibre és relativament innòcua contra vehicles lleugers o no blindats, ja que es limita a travessar-los de banda a banda. Si el vehicle blindat té una part de l'habitacle en contacte directe amb l'exterior, la munició HEAT perd gran part de la seva efectivitat o l'anul·la per complet.
Els canons de tancs poden disparar munició d'una àmplia varietat de tipus, molts especialitzats per a combatre a altres carros.
Per a combatre a altres tancs moderns fortament blindats utilitzen penetradors cinètics KE. Els projectils "fletxa" o APFSDS (Armoured Piercing Fi-Stabilised Discarding Sabot o projectil perforador de blindatge estabilitzat per aletes amb casquet d'un sol ús per Sabot). Disparats a velocitats de 1.600 metres per segon o més són bàsicament barres metàl·liques massisses de gran longitud i menor calibre que el canó, ajustades al mateix mitjançant un casquet d'un sol ús sabot que es desprèn en sortir per la boca d'aquest. Fabricades amb materials molt durs i densos, usen el seu gran pes i velocitat per a destruir el seu objectiu mitjançant la força bruta, llançant metralla i restes del projectil que reboten dintre de l'habitacle aniquilant a la tripulació. Els KE d'urani empobrit tenen a més característiques pirofòriques, ja que en impactar provoquen la piròlisi de partícules del projectil en estat pulverulent i incandescents que provoquen un incendi generalitzat.
El vol d'aquest tipus de projectils és molt tibant i amb abastos efectius molt curts estimats en uns 4.000 metres. A partir d'aquesta distància la seva energia cinètica es redueix de manera dràstica amb la distància fent improbable la destrucció de l'objectiu. Això és degut al fet que la resistència que oferix l'atmosfera és proporcional a la velocitat del projectil. Les aletes estabilitzadores són les culpables de la creació de la resistència o "arrossegament" que frenen al projectil. S'ha descobert que la velocitat afecta negativament a l'estabilitat durant el vol. Els KE més ràpids són més imprecisos a llarga distància, però més potents. Els nord-americans han assolit que el seu M829A3 d'urani empobrit viatge a la relativament baixa velocitat de 1.555 metres per segon, creant un projectil de trajectòria molt estable.
Contrari al que es pot pensar aquest tipus de munició mai rebota en el blindatge. La seva potència és tan elevada que encara que impacti en angles obtusos penetra igualment el metall. Els últims blindatges composts estan dissenyats per a afavorir la ruptura del projectil abans que tota la seva massa destrueixi el blindat, encara que solament el grossor dels mateixos pot salvar a la tripulació.
Per a combatre blancs menys resistents, com transports de tropes o tanc més antiquats, usen munició d'alta explosió anticarro HEAT. Es basa en explosiu químic envoltant un con de coure amb el vèrtex orientat cap enrere i la cara plana cap endavant. En detonar, el coure es converteix en un corrent de plasma a una gran temperatura i velocitats de l'ordre de 8 quilòmetres per segon de forma lineal, al fondre's des del vèrtex cap a l'exterior. La càrrega és per tant dirigida solament cap al front i fon el blindatge injectant el plasma en l'interior del vehicle amb resultats letals per a la tripulació. Els míssils i magranes anticarro entren dintre d'aquesta categoria, ja que el seu funcionament és anàleg. Existeixen caps de guerra HEAT dobles dissenyades per a contrarestar l'efecte dels blindatges reactius. L'actualització d'aquestes municions són els projectils MPAT. Són bàsicament iguals que el HEAT, solament que poden incorporar fusibles electrònics que alenteixen l'explosió de la càrrega, permetent a l'ogiva penetrar parets i detonar després d'elles.
Alguns carros de combat, incloent el M551 Sheridan, T-72, T-64, T-80, T-90, T-84 i PT-91 poden disparar míssils guiats antitancs (ATGM) a través del seu canó o utilitzant llançadors externs. Aquesta funcionalitat pot perllongar l'abast de combat efectiu del tanc més enllà de l'aconseguit amb la munició convencional, depenent de les capacitats del sistema ATGM. També li proporciona al tanc una arma útil contra blancs lents aeris de baixa altitud, com helicòpters. Usen el feix del seu telèmetre làser com a guia, encara que altres models més antics són filoguiats. Mentre volen cap al seu blanc van desenrotllant cable d'una bobina i l'operador dirigeix el míssil mitjançant els visors, ajustant la seva trajectòria.
Actualment l'exèrcit israelià ha desenvolupat el seu míssil LAHAT per a les sèries modernes del Merkava. Els nord-americans també estudien llançar míssils des dels seus M1 però tenen l'inconvenient que el seu telèmetre làser no va ser dissenyat per a emetre un feix continu, i tampoc pot realitzar constants mesuraments sense cremar-se. Per aquest motiu el seu interès es basa a desenvolupar sofisticades municions per al canó que no impliqui al làser com guia de míssils. Això és degut principalment que l'ús de míssils guiats ho han desviat cap als helicòpters d'atac, aviació, infanteria i blindats lleugers.
Altre tipus de munició més recent és el tipus HESH. Es basa en un cap d'explosiu plàstic dúctil que s'aixafa contra el metall just abans d'explotar. En fer-ho transmet una forta vibració que causa la ruptura del metall per cara interior, llançant metralla a l'habitacle i aniquilant a la tripulació sense necessitat de penetrar el blindatge.
Hi ha municions més modernes, com la nord-americana de tipus STAFF (Smart Target Activated Fire and Forget, munició autoguiada d'activació intel·ligent). Aquest projectil detona damunt del blanc i dispara una càrrega cinètica o buida contra la part superior de l'objectiu, destruint-lo fàcilment. Consta d'un microxip programat en el moment del tir que calcula, segons la distància del blanc, el moment de la detonació. En acostar-se a la distància programada un sensor es posa en funcionament per a detectar el carro enemic, i detona la càrrega quan està just damunt.
La clàssica munició HEP també està disponible per a combatre tropes o objectius tous. El cap de guerra es compon d'explosiu plàstic que usa l'ona de xoc com mig per a causar destrucció.
Gràcies a les lliçons dels combats urbans a l'Iraq s'estan provant nous caps de guerra contra infanteria, les M1028. Contenen multitud de boles de tungstè, com si anés un gran cartutx d'escopeta. Es dispersen amb la distància, causant greus ferides o la mort a quants estiguin en la seva ràdio d'abast d'uns 500 metres. També hi ha altra variant d'aquesta munició amb efectes no letals.
Un altre tipus que els nord-americans estan estudiant és munició guiada amb abast superior al visual per a la seva M1A2 SEP, encara que les seves característiques encara no han transcendit. Es preveu una manera de guiat secundari en el qual un soldat d'infanteria, un blindat d'observació o un helicòpter il·luminin l'objectiu amb un làser i l'Abrams dispari des de grans distàncies.